# 포토스아과
포토스아과(Pothos亞科, 학명: Pothoideae 포토이데아이[*])는 천남성과의 아과이다. 4개의 속 안투리움속, 포토스속, 페디켈라룸속, 포토이디움속으로 구성되어 있다. 또한 2개의 식물 족, 안투리움족과 포토스족을 포함하고 있다.

## 하위 분류
- 안투리움족(Anthurieae Engl.)
- 포토스족(Potheae Bartl.)